# Chorągiew Warmińsko-Mazurska ZHP
Chorągiew Warmińsko-Mazurska ZHP im. Grunwaldu – jednostka terenowa Związku Harcerstwa Polskiego.
Działa na terenie województwa warmińsko-mazurskiego. Siedzibą władz Chorągwi jest Olsztyn.
Bohaterem Chorągwi jest Grunwald – miejsce zwycięskiej bitwy z 1410 r.
Od 1991 przy Chorągwi działa Ogólnopolski Ruch Programowo-Metodyczny „Wspólnota Drużyn Grunwaldzkich”.

## Początki działalności harcerskiej na Warmii i Mazurach
Działalność harcerska na Warmii i Mazurach została podjęta po I wojnie światowej. W 1919 Zbigniew Pieniężny założył w Olsztynie pierwszy zastęp harcerski. Brak kadry, mundurów, dostatecznej znajomości metody harcerskiej spowodowały rozwiązanie tego zastępu po kilku miesiącach spotkań.
W czerwcu 1920 Ministerstwo Spraw Wojskowych w Warszawie powołało Naczelną Komendę Organizacji Harcerskiej na Warmii i Mazurach z siedzibą w Działdowie. Komendantem został druh Adam Ciołkosz. Bardzo ważnym jej zadaniem było wsparcie działań polskich przed nadchodzącym plebiscytem. Po przegranym plebiscycie, w październiku 1920 zawieszono działalność Komendy. W 1923 Zbigniew Pieniężny ukończył kurs w Sulejowie (Chorągiew Łódzka) i ponownie w 1924 zawiązał w Olsztynie drużynę harcerską. Jednak pojedyncza drużyna nie spowodowała rozwoju ruchu harcerskiego w innych miejscowościach. Dlatego po rocznej działalności olsztyńscy harcerze zawiesili działalność. Przyczyn braku powodzenia działań harcerskich polskie władze konsularne upatrywały w braku możliwości oparcia się o funkcjonowanie polskiego szkolnictwa i oczywiście w sprzeciwie administracji niemieckiej.

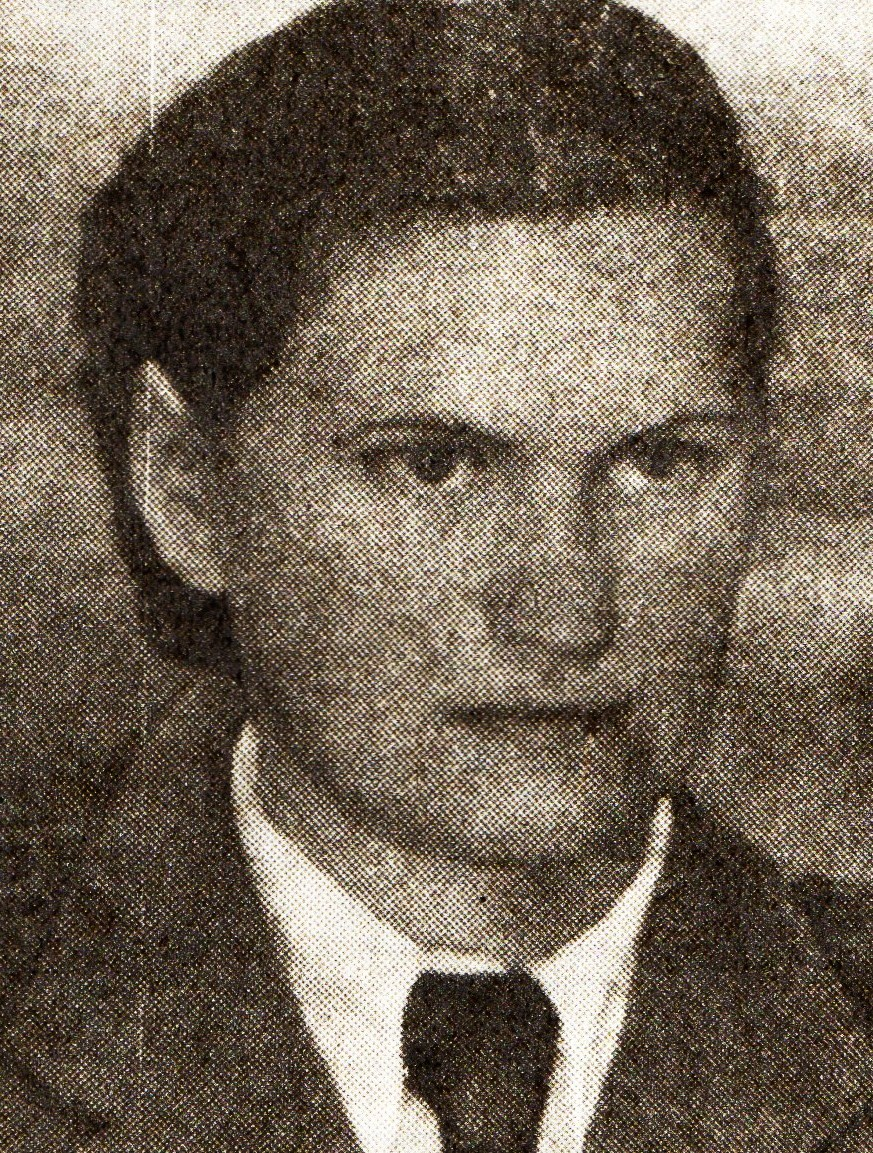
Otylia Teszner-Grot, komendantka Hufca Wschodniopruskiego ZHPwN (1937)

Po 1929 zaczęły powstawać na Warmii i Mazurach polskie szkoły. Nauczyciele przybywający wtedy z Polski znali dobrze zasady pracy harcerskiej. Dlatego w 1931 zaczęły znów powstawać drużyny harcerskie. Prekursorami działalności byli Edward Turowski, Otylia Teszner-Grot, Jan Hedrych, Anna Sendrowska. Powolny, lecz stały rozwój drużyn doprowadził do powołania 25 października 1935 Hufca Wschodniopruskiego. Obejmował on swoim zasięgiem Warmię, Mazury i Powiśle. Komendantem hufca został Ryszard Knosała. Sprawował on swoją funkcję nieoficjalnie, gdyż będąc obywatelem polskim nie wolno mu było angażować się w działanie polskich organizacji. Komendantem oficjalnym był Leon Włodarczak, zastępcami Alfons Barczewski i Antoni Kellmann, sekretarzem Józef Tomke, a zastępcą sekretarza Otylia Teszner, skarbnikiem Jadwiga Gnatowska. Opiekunem Hufca został ks. Wacław Osiński. Z chwilą powołania Hufca rozwój harcerstwa odbywał się zdecydowanie szybciej. Od 1936 rozpoczęto szkolenia drużynowych i zastępowych w Uniszewie i Pluskach co umożliwiło zakładanie nowych drużyn. W 1937 odbył się w Domu Polskim w Olsztynie zlot drużyn z Warmii, na którym wysoko oceniono dotychczasową działalność organizacyjną na tym terenie. W 1938 drużyny Powiśla zostały włączone do nowo powstałego Hufca Malborskiego, a Hufiec Wschodniopruski przemianowano na Warmiński. Jego komendantką została Otylia Grot.
W 1938 na skutek represji i zakazów niemieckich Harcerstwo na Warmii i Mazurach zmuszono do działalności niemal konspiracyjnej. Unikano publicznych wystąpień i przemarszów, aby nie prowokować Niemców do interwencji. Kiedy jednak władze rozpoczęły zamykanie szkół polskich, rolę krzewienia patriotyzmu przejęły właśnie drużyny harcerskie. Na zbiórkach czytano książki polskie, uczono się historii i śpiewano polskie pieśni. Mimo represji w lipcu 1939 nad jeziorem Serwent odbył się zlot harcerski.
Z chwilą wybuchu wojny większość działaczy i instruktorów została aresztowana i osadzona w obozach koncentracyjnych. Podczas wojny zginęli tacy twórcy harcerstwa Warmii i Mazur, jak Ryszard Knosała, Leon Włodarczak, Józef Grot, Tadeusz Pezała, Jan Maza.

## Działalność po II wojnie światowej
Pierwsza drużyna harcerska na tych terenach powstała w czerwcu 1945 przy gimnazjum męskim. Wraz z początkiem roku szkolnego zaczęły powstawać kolejne drużyny. Dlatego 10 października 1945 powołano Komendę Warmijsko – Mazurskiej Chorągwi Harcerzy. Równolegle utworzono Chorągiew Harcerek. Podejmowano akcje: Harcerze Swojemu Miastu (odbudowa zniszczonych miejscowości), Harcerska Służba Ochrony Obywateli (zbieranie informacji o miejscach zagrożonych zawaleniem budynków czy murów). W czerwcu 1947 rozpoczęto wydawanie biuletynu „Harcerski Głos Warmii”. We wrześniu powstała Harcerska Spółdzielnia Sportowo-Turystyczna „TROP”. Jej zadaniem było zaopatrzenie w sprzęt i akcesoria harcerskie, turystyczne i sportowe. 28 lutego 1949 powołano jedną chorągiew i wspólne, dla harcerzy i harcerek, hufce. W 1950 Chorągiew Warmińsko-Mazurska ZHP została rozwiązana. Na jej miejsce powstał Wydział Szkolno-Harcerski przy Zarządzie Wojewódzkim Związku Młodzieży Polskiej.
I Zjazd Instruktorów Harcerskich Warmii i Mazur w dniu 16 grudnia 1956 reaktywował prace Komendy Chorągwi i uchwalił nowy program działań. Pod koniec lat pięćdziesiątych realizowano działania w ramach wieloletnich akcji Kormoran (1959–1961) i Perkoz (1959–1961). Efektem ich było zagospodarowanie i popularyzacja szlaków turystycznych na Warmii i Mazurach. Akcja Kormoran koncentrowała się na szlaku jezior w Puszczy Piskiej. Akcja Perkoz dotyczyła okolic Olsztyna. Początkowo w jej ramach organizowano pola biwakowe, obozy harcerskie, informowano o walorach regionu. W następnych latach zakres poszerzono o wymianę międzynarodową z pionierami. Dla upamiętnienia akcji Perkoz tym imieniem nazwano Ośrodek Szkoleniowo-Wypoczynkowy Chorągwi Warmińsko-Mazurskiej na półwyspie Waszeta. Zbudowany on został w latach 1963–1966, by w 1969 zostać przejętym przez Głównej Kwatery ZHP na ośrodek centralny, którym pozostaje do dziś.
W latach sześćdziesiątych ważnymi wydarzeniem był Zlot Grunwaldzki w 550. rocznicę bitwy, podczas którego harcerze z Warmii i Mazur byli organizatorami wielu imprez na Polu Bitwy. Drugim ważnym etapem były obchody 1000-lecia Państwa Polskiego. Dla olsztyńskich harcerzy był to czas ubiegania się o imię Grunwaldu. W 1962 Chorągiew otrzymała sztandar, zaś w 1966 – imię Grunwaldu. W latach 70. realizowano w Chorągwi akcję programową Grunwald. Jej celem było pogłębienie i rozszerzenie zakresu pracy prowadzonej w drużynach oraz poznanie tradycji i historii regionu. W wyniku akcji zdobywano miano Drużyn Grunwaldzkich. W latach 1976–1977 reaktywowano Akcję Grunwald, której celem była aktywizacja i popularyzacja okolic Grunwaldu i Dąbrówna.
Od 1966 harcerze Warmii i Mazur uczestniczyli w Operacji 1001-Frombork. Podczas ośmiu lat przygotowano Frombork do obchodów 500-lecia urodzin Mikołaja Kopernika. Udział harcerski był o tyle istotny, że miasto to zostało w 80% zniszczone podczas wojny, a przedsiębiorstwa w regionie nie były w stanie go odbudować.
Głównymi kierunkami operacji były: Budujemy Frombork (usługi budowlane i inne świadczone we Fromborku); Pracujemy dla Fromborka (wykonanie urządzeń i sprzętów potrzebnych miastu i ujętych w katalogu propozycji); Hasło Kopernik (popularyzacja historii i postaci M. Kopernika); Koperniki dla Fromborka (akcje zarobkowe na rzecz Funduszu Fromborskiego). Zgrupowanie obozów Chorągwi Warmińsko-Mazurskiej ZHP przyjęło funkcję gospodarza terenu. Harcerze pełnili służbę turystyczną (informacja i przewodnictwo); służby pomocnicze (na poczcie, w muzeum, w domu książki); popularyzowali region (występy artystyczne); oraz dorobek Kopernika (sesje naukowe); a także Operację (prowadzenie stałej radiostacji), pracowali na wykopaliskach archeologicznych. W latach 1966–1973 przebywało we Fromborku ponad 46 tys. harcerzy wypracowując ponad milion roboczogodzin. Wśród nich było 2047 harcerek i harcerzy z Warmii i Mazur z których 344 otrzymało tytuł Honorowego Obywatela Fromborka. Po zakończeniu Operacji 1001 – Frombork, patronat nad miastem przejęła Chorągiew Warmińsko-Mazurska ZHP. Trwał on do 1975, czyli do reformy administracyjnej kraju kiedy znalazł się on w Chorągwi Elbląskiej ZHP.
W 1973 zainicjowano, trwającą do 1980 Operację Agroregion. Działania podejmowane przez harcerzy miały tworzyć płaszczyznę współpracy z instytucjami regionalnymi. Za swą prace zespoły harcerskie otrzymywały tzw. świadectwa współpartnerstwa od zakładów, urzędów i jednostek z którymi współdziałały. Zadania ukierunkowane były na służbę na rzecz rolnictwa, turystyki, rekreacji i edukacji dzieci wiejskich.
W latach 1985–1988 Chorągiew Warmińsko-Mazurska prowadziła akcję „Harcerze-Grunwaldowi”. W jej ramach realizowano zadania harcerskiej służby na rzecz własnego środowiska. Szczególnie intensywne prace prowadzono na Grunwaldzkim Polu oraz okolicach Grunwaldu podczas trwania Zlotu. Najbardziej zasłużeni instruktorzy (m.in. po trzykrotnym udziale w akcji) otrzymali Odznaki Zasłużony w Akcji „Harcerze-Grunwaldowi”. W 1985 Chorągiew Warmińsko-Mazurska gościła na polach Grunwaldu Polową Zbiórkę Harcerzy Starszych, a trzy lata później Zlot ZHP 1988 na Warmii i Mazurach, podczas którego drużynom wręczono po raz pierwszy „Odznaki Grunwaldzkie”. Program grunwaldzki kontynuowany jest w ZHP do dziś. Współzawodnictwo o Tytuł i „Odznakę Grunwaldzką” prowadzi powstały w 1991 Ogólnopolski Ruch Programowo-Metodyczny „Wspólnota Drużyn Grunwaldzkich”.

## Chorągiew Warmińsko-Mazurska współcześnie
Rok 1989 i lata 90. przyniosły olbrzymie zmiany w całym kraju. Zjazd Bydgoski w 1990 wytyczył nowe kierunki dla całego Związku Harcerstwa Polskiego. Także Chorągiew Warmińsko-Mazurska zmieniała się. W 1990 możliwa była pierwsza oficjalna harcerska msza polowa na Polach Grunwaldu podczas dorocznego Zlotu. W tym też roku rozpoczęły się przygotowania do Białej Służby podczas wizyty Ojca Świętego w Olsztynie w czerwcu 1991.
Otwarcie możliwości współpracy z zagranicą i wyjazdów dla drużyn harcerskich najefektowniej pokazała 2 Olsztyńska Męska Drużyna Harcerska  „Szarpie” podejmując w kolejnych latach głośne w regionie wyprawy zagraniczne. Wśród nich był spływ tratwami rzeką Ural, Harcerska wyprawa na Mont Blanc, wyjazd do Egiptu i Palestyny, czy wędrówka przez Afrykę.
W 1992 nastąpiła reorganizacja jednostek terytorialnych ZHP. Dzięki niej liczba chorągwi zmniejszyła się z 49 do 25. W Chorągwi Warmińsko-Mazurskiej znalazły się wtedy hufce położone w czterech innych województwach. 28 ówczesnych hufców Chorągwi to: Augustów, Bartoszyce, Biskupiec, Braniewo, Dobre Miasto, Działdowo, Ełk, Giżycko, Gołdap, Iława, Lidzbark Warmiński, Markusy, Morąg, Mrągowo, Nidzica, Olecko, Orneta, Ostróda, Pasłęk, Pisz, Prabuty, Sejny, Susz, Suwałki, Szczytno, Węgorzewo oraz w Olsztynie „Rodło” i „Warmiński”. Dzięki tej reorganizacji oferta programowa Chorągwi została rozszerzona o tradycyjne akcje i imprezy organizowane przez nowe hufce. Akcja hufców województwa Suwalskiego „Krajobrazy Północy” została przyjęta w 1993 jako akcja programowa całej Chorągwi. Celem jej była szeroko pojęta promocja regionu północno-wschodniej Polski. W jej ramach promowano harcerskie bazy wypoczynkowe oraz sprawowano opiekę nad szlakami turystycznymi w regionie. Dużą sławą cieszyły się też Festiwale Piosenki organizowane w Suwałkach o „Złotą Muszelkę Wigier”. Niektóre z tych hufców wchodzą obecnie w skład innych sąsiednich chorągwi inne uległy reorganizacji.
Rok 1995 to jubileusz 50-lecia Chorągwi Warmińsko-Mazurskiej ZHP. Centralną uroczystością był Zlot Harcerzy Warmii i Mazur w Olsztynie, apel na placu Solidarności. Oprócz tego młodzież harcerska uczestniczyła w licznych imprezach, grze terenowej oraz promowała ZHP zarówno w mediach, jak i wśród mieszkańców Olsztyna. Czas ten był także bogaty w harcerskie jubileusze hufców. Najstarszy hufiec na naszych terenach – Działdowo obchodził 70-lecie, Kętrzyn 55-lecie, Braniewo – 50-lecie. Dużym echem w regionie odbiły się obchody 50-lecia Ostródzkiego Hufca ZHP, podczas których tamtejszy Dom Harcerza otrzymał imię hm. Janiny Pelczarskiej. Na tym gronie stosunkowo młody jest Hufiec „Warmiński” w Olsztynie. W 2002 obchodził bowiem „dopiero” 20-lecie działania. Udział w nim wzięło szerokie grono parlamentarzystów, przedstawicieli władz wojewódzkich i miejskich oraz wielu organizacji i instytucji współpracujących z harcerzami z Olsztyna. Wieloletnie jego działanie na Warmii i Mazurach pozwala również nawiązywać do innych, historycznych już, przedsięwzięć Chorągwi. W 2001 zorganizowano Zlot Honorowych Obywateli Fromborka, który odbył się w 35 rocznicę rozpoczęcia Operacji 1001 – Frombork. Podczas zorganizowanej wtedy sesji naukowej wspomniano jak wielu harcerzy Chorągwi Warmińsko Mazurskiej ZHP może poszczycić się tytułem Honorowego Obywatela Fromborka.
Ostatnie lata pracy Chorągwi Warmińsko-Mazurskiej to liczne akcje kształcenia kadr instruktorskich, kampanie programowe, np. ekologiczna propozycja programowa „Woda Marzeń” czy doroczne imprezy ogólnopolskie, w których przygotowaniu bierze udział Komenda Chorągwi. Do najważniejszych zaliczyć trzeba ogólnopolski Zlot Grunwaldzki, Zlot Drużyn Wodnych w Węgorzewie czy Zlot Jachtów Dwumasztowych „Niedźwiedzie Mięso” w Węgorzewie.
Obecnie Chorągiew tworzą 23 hufce (2008). Stan organizacyjny na dzień 1 stycznia 2009 wynosił 4560 osób.

## Komendanci Chorągwi
m.in.:
- hm. Małgorzata Arendt (1989–1991)
- hm. Wojciech Franusz (1991–1995)
- hm. Jan Biłat (1995–2006)
- hm. Dorota Jeżowska-Olszewska (2006–2014)
- hm. Jakub Zięty (2014–2018)
- hm. Maciej Micielski (od 2018)

## Znani instruktorzy
- hm. Jan Biłat
- hm. Barbara Bogdańska-Pawłowska
- hm. Henryk Leśniowski
- hm. Kazimierz Marcyniuk
- hm. Józef Rusiecki